# Héctor Zataraín
Héctor Manuel Zataraín Romano (Mazatlán, 27 de junio de 1929) es un jinete mexicano que compitió en la modalidad de concurso completo. Ganó una medalla de oro en los Juegos Panamericanos de 1955, en la prueba por equipos.

## Palmarés internacional
| Juegos Panamericanos | Juegos Panamericanos      | Juegos Panamericanos | Juegos Panamericanos |
| Año                  | Lugar                     | Medalla              | Categoría            |
| -------------------- | ------------------------- | -------------------- | -------------------- |
| 1955                 | Ciudad de México (México) | Medalla de oro       | Por equipos          |